# Maribo Bryghus
Maribo Bryghus (oprindeligt Bryggeriet Thor) var et regionalt bryggeri i Maribo på Lolland, der eksisterede fra 1895 til 2008. Bryggeriet blev i 1997 opkøbt af Albani Bryggerierne i Odense, som senere blev en del af Bryggerigruppen. I 2008 blev det lukket fordi det var for småt til at være rentabelt, og en del af produktionen blev flyttet til Faxe Bryggeri.
Maribo Bryghus vandt flere priser for deres øl og er f.eks. blevet kåret som den bedste danske øl af BT.[kilde mangler]

## Historie
Brygmester Chr. Jørgensen flyttede fra Køge til Maribo, hvor han blev forpagter på et eksisterende bryggeri i byen. I 1895 grundlagde han sit eget bryggeri under navnet Bryggeriet Thor på Vesterbrogade.
I 1934 lancerede bryghuset en bajersk øl, og i 1935 begyndte de at producere pilsner. I 1956 overtog brygmester Kjeld Hansen ledelsen, og i 1966 skiftede bryggeriet navn til Maribo Bryghus for at undgå at blive forvekslet med Thor i Randers. I 1970 opkøbte Maribo Bryghus Bryggeriet Stevns i Store Heddinge. Hansens søn, Michael, overtog posten som direktør. I 1994 overtog selskabet Marrebæk Bryggeri på Sydfalster.
I 1997 blev Maribo Bryghus solgt til Albani Bryggerierne i Odense, som solgte det videre til Bryggerigruppen (senere Royal Unibrew) i 2000 efter at have overbudt Carlsberg. I februar 2008 blev de sidste øl produceret på bryggeriet, da Bryggerigruppen valgte at lukke det, bl.a. sm følge af stigende vandpriser i Maribo Kommune, hvilket var med til at gøre bryggeriet urentabelt. Af de 160 sidste paller Maribo Pilsner blev de 48 sendt til Depot Lolland-Falster. En del af bryggeriets ølproduktion blev herefter flyttet til Faxe Bryggeri i Fakse sammen med flere medarbejdere. Ved lukningen var Maribo Bryghus det sidste bryggeri på Lolland-Falster.
Grunden blev i midten af 2008 opkøbt af bl.a. en gammel Maribo medejer. Der kan dog ikke fortsættes med ølbrygning på grunden, da en klausul i salgsaftalen forbyder dette. I 2024 var der planer om at ombygge og bruge området til en række store butikker.

## Kuriosum
Egmont Kollegiet er kendt for at drikke Maribo. Kollegiet havde i mange år før bryggeriets lukning haft Maribo (øl) som deres varemærke, og har hver eneste uge købt ca. 3 paller.

## Produkter
Bryggeriet producerede både øl og sodavand, og dets største marked var på Lolland og Falster, hvor det havde over 50% af det samlede salg af pilsnerøl. Mogle produkter solgtes også andre steder i landet. Pilsner øllen Maribo Pilsner stod for det meste af bryggeriets ølsalg både lokalt og andre steder på Sjælland. Udover pilsnerøllen var guldøllen Den Blå Nykøbing (oprindeligt fra Nykøbing Falsters Bryghus i Nykøbing) den mest kendte af Maribos øl. 
Indtil lukningen i 2008 stod Maribo også for brygning af Royal Unibrews discount ølmærker, Slots, som oprindeligt var fra Bryggeriet Slotsmøllen i Kolding.
Maribo Bryghus' læskedrik-serie hedder Frisco. En del af Frisco-mærkerne er sukkerfrie, og netop det har bidraget til, at Maribo Bryghus har fået leverancerne af læskedrikke til samtlige hospitaler, plejehjem etc. inden for Hovedstadens Sygehusvæsen.
Ved lukningen havde bryggeriet produceret knap 0,5 mia. øl.
Bryghusets egne øl:
- Classic Pilsner (4,6%)
- Den Blå Nykøbing (5,7%)
- Herkules (7,7%) Bryghusets stærkeste øl.
- Jule Hvidtøl (1,8%)
- Let Pilsner (2,7%) Lidt mere humle tilsat i forhold til Lys Frokostøl.
- Lys Frokostøl (2,6%)
- Maribo Guld Eksport(5,7%)
- Maribo Julebryg (5,7%)
- Maribo Pilsner (4,6%)
- Mørk Hvidtøl (1,8%) Et af bryghusets ældste ølprodukter.
- Munke Øl (4,7%) Bryghusets 100 års jubilæums øl.
- Pinsebryg (5,7%)
- Påskebryg (5,7%)
- Påske Hvidtøl (1,8%)

Andre ølmærker:
- Slots 24-12 (5,7%) En julebryg.
- Slots Let (2,6%)
- Slots Classic (4,6%)
- Slots Pilsner (4,6%)
- Slots Guld (5,7%)
- Slots Påskebryg (5,7%)